# Gametis forticula
Gametis forticula är en skalbaggsart som beskrevs av Oliver Erichson Janson 1881. Gametis forticula ingår i släktet Gametis och familjen Cetoniidae.

## Underarter
Arten delas in i följande underarter:
- G. f. lutaoensis
- G. f. kotoensis
- G. f. yonakuniana